# Stefan Konarske

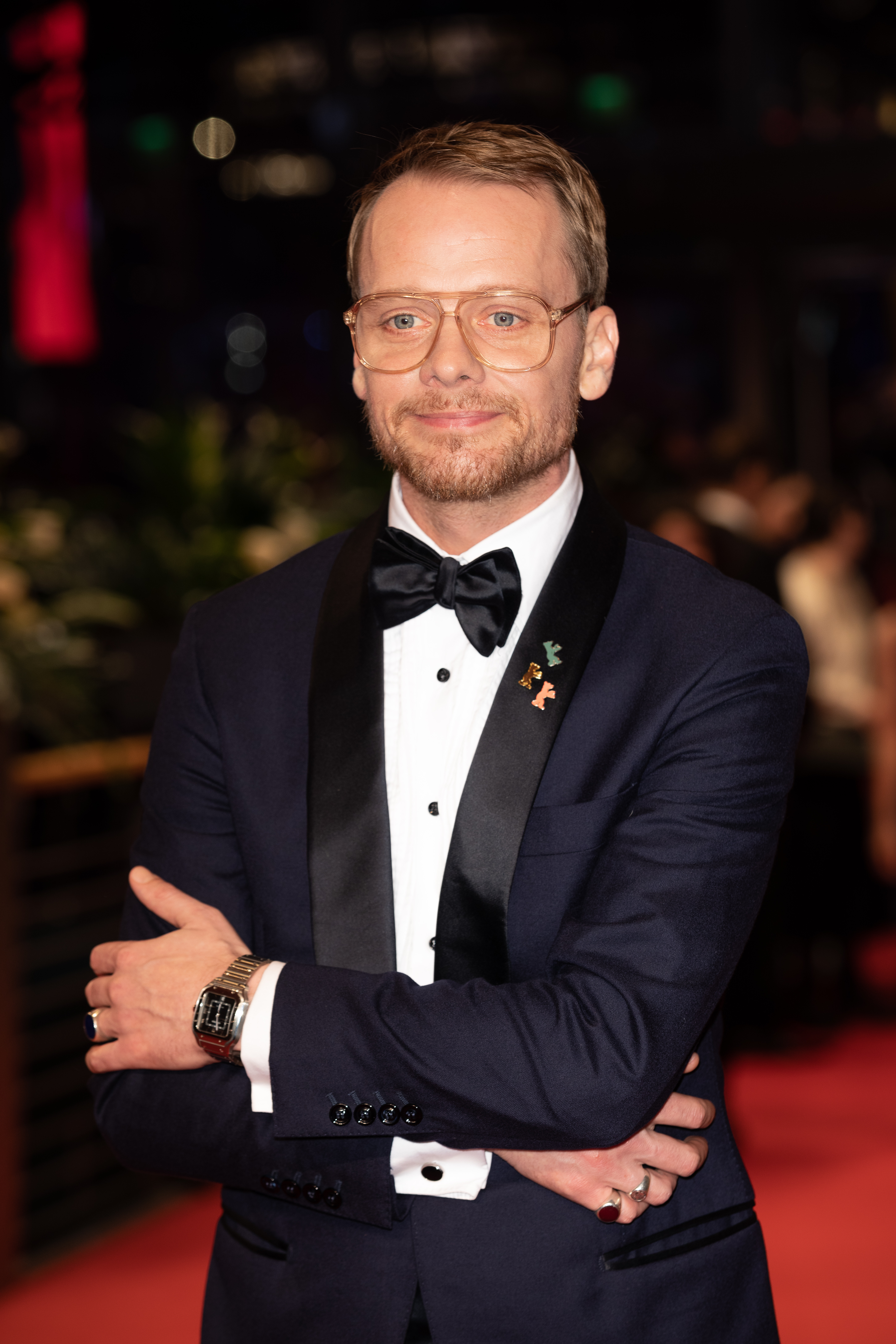
Stefan Konarske (2020)

Stefan Konarske (* 28. Februar 1980 in Stade) ist ein deutscher Film- und Theaterschauspieler.

## Leben
Stefan Konarske wurde als Sohn eines Tischlers und einer Friseurmeisterin geboren. Sehr jung verließ er sein Elternhaus und entschied sich für eine Schule in Paris, wo er dann mehrsprachig aufwuchs. Seine Schulausbildung brach er vorzeitig ab und zog nach Hamburg, wo er ein zweijähriges Engagement an einem Privattheater annahm. Er bewarb sich an den Schauspielschulen in München und Berlin und wurde 2002 schließlich an der Hochschule für Schauspielkunst „Ernst Busch“ in Berlin angenommen. Das vierjährige Studium beendete er im Jahr 2006 mit Auszeichnung.
Während seiner Studienzeit trat er in der Titelrolle des Baal in Bertolt Brechts gleichnamigem Stück im bat Studiotheater Berlin auf. In der Spielzeit 2006/2007 gab er in der Rolle des Orest unter der Regie von Michael Thalheimer sein Debüt am Deutschen Theater. Für diese Darstellung wurde Konarske von der Zeitschrift Theater heute zum Nachwuchsschauspieler des Jahres 2007 gekürt.
Im Kino war Stefan Konarske in Filmen der Regisseure Detlev Buck (Knallhart und Same Same But Different) und Leander Haußmann (NVA) zu sehen. Außerdem wirkte er bei Fernsehproduktionen in den Tatort-Folgen Das letzte Rennen (2006) und Heimwärts (2010) sowie der Krimiserie Stahlnetz mit. Im Jahr 2008 brillierte Konarske als Werther in der gleichnamigen, für den ZDF-Theaterkanal produzierten Theateradaption (Regie: Uwe Janson) des Goethe-Werks Die Leiden des jungen Werther und hatte neben anderen Engagements weiterhin eine tragende Rolle im Ensemble des Deutschen Theaters Berlin inne. Seit 2011 ist Stefan Konarske Ensemblemitglied am Münchner Residenztheater und ist unter anderem als Gyges in Gyges und sein Ring von Friedrich Hebbel zu sehen.
Ab 2012 spielte Konarske im Tatort aus Dortmund den Oberkommissar Daniel Kossik. Beim Open-Air Kino im Dortmunder Westfalenpark gab Konarske zur Premiere der Tatort-Folge Zahltag bekannt, dass er 2017 zum letzten Mal als Oberkommissar Kossik im Tatort zu sehen sein werde. Im gleichen Jahr feierte die französisch-deutsche Produktion Der junge Karl Marx auf der 67. Berlinale Premiere, in welcher Konarske in der Hauptrolle als Friedrich Engels zu sehen war.

## Filmografie (Auswahl)
- 2004: Anfänger! (Kurzfilm)
- 2005: Wolffs Revier (Fernsehserie, Folge Wege zum Ruhm)
- 2005: NVA
- 2006: Knallhart
- 2006: Vater Undercover – Im Auftrag der Familie (Fernsehfilm)
- 2006–2018 Tatort (Fernsehreihe)
  - 2006: Das letzte Rennen
  - 2009: Borowski und die Sterne
  - 2010: Heimwärts
  - 2011: Im Abseits
  - 2012–2017: Tatort → siehe Faber, Bönisch, Dalay und Kossik
  - 2018: Unter Kriegern
- 2006: Brennendes Herz (Fernsehfilm)
- 2006: Der Engel heut Nacht (Kurzfilm)
- 2006: fünfsechsmal (Kurzfilm)
- 2007: Die Sterneköchin (Fernsehfilm)
- 2007: R. I. S. – Die Sprache der Toten (Fernsehserie; Folge Die Reiter der Apokalypse)
- 2007: Das Wunder von Berlin (Fernsehfilm)
- 2007: Meine fremde Tochter (Fernsehfilm)
- 2008: Was Ihr wollt (Fernsehfilm)
- 2008: KDD – Kriminaldauerdienst (Fernsehserie, 3 Folgen)
- 2008: Werther (Fernsehfilm)
- 2008: SOKO Wismar (Fernsehserie, Folge Tiefe Wunden)
- 2009: Ausflug (Kurzfilm)
- 2009: Armee der Stille – La isla bonita
- 2009: Same Same But Different
- 2010: Der Kriminalist (Fernsehserie, Folge Amok)
- 2010: Das Duo – Mordbier (Fernsehreihe)
- 2011: Flaschendrehen (Fernsehfilm)
- 2011: Sprich mit!
- 2012: Ein Fall für zwei (Fernsehreihe, Folge Todeslauf)
- 2012: Der Dicke (Fernsehserie; Folge Das dicke Ende)
- 2013: Fünf Freunde 2
- 2014: Résistance (Fernsehsechsteiler, eine Folge)
- 2014: Letzte Spur Berlin (Fernsehserie, Folge Blendung)
- 2014: Alles muss raus – Eine Familie rechnet ab (Fernsehzweiteiler)
- 2014: Schuld um Schuld (Kurzfilm)
- 2015: Rien ne va plus (Kurzfilm)
- 2015: Démons (Kurzfilm)
- 2015: Outside the Box
- 2017: Der junge Karl Marx (Le jeune Karl Marx)
- 2017: Valerian – Die Stadt der tausend Planeten (Valerian and the City of a Thousand Planets)
- 2018: Mein Bruder heißt Robert und ist ein Idiot
- 2018–2020: Das Boot (Fernsehserie)
- 2018: Victor Hugo (Serie)
- 2018: Die Chefin: Eine Dorfschönheit
- 2019: Mein Ende. Dein Anfang.
- 2020: Freud (Fernsehserie)
- 2021: Exterminate All the Brutes (Miniserie, eine Folge)
- 2021: Mutter kündigt
- 2022: Friesland: Unter der Oberfläche
- 2022: The Magic Flute – Das Vermächtnis der Zauberflöte
- 2023: Luden (Fernsehserie)
- 2023: Bratři

## Theater (Auswahl)
- 2006–2008: Drei Sterne suchen einen Koch von Ivan Panteleev als Stefan am Deutschen Theater, Berlin (Regie: Ivan Panteleev)
- 2006–2009: Orestie von Aischylos als Orest am Deutschen Theater, Berlin (Regie: Michael Thalheimer)
- 2007: Ödipus, Tyrann von Sophokles als Ödipus am Schauspielhaus Zürich (Regie: Matthias Hartmann)
- 2007–2009: Anatomie Titus Fall of Rome nach William Shakespeare von Heiner Müller am Deutschen Theater, Berlin (Regie: Dimiter Gotscheff)
- 2008: Was ihr wollt von William Shakespeare als Viola am Deutschen Theater, Berlin (Regie: Michael Thalheimer)
- 2009–2010: Professor Unrat von Heinrich Mann als Lohmann am Maxim Gorki Theater, Berlin (Regie: Sebastian Baumgarten)
- 2010: Combat de nègre et de chiens von Bernard-Marie Koltès als Cal am La Colline théâtre national, Paris (Regie: Michael Thalheimer)
- 2011–: Eyjafjallajökull-Tam-Tam von Helmut Krausser als Zeus am Residenztheater München (Regie: Robert Lehniger)
- 2011–: Gyges und sein Ring von Friedrich Hebbel als Gyges am Residenztheater München (Regie: Nora Schlocker)
- 2012–: Der Revisor von Nikolai Gogol als Ossip am Residenztheater München (Regie: Herbert Fritsch)

## Hörspiele (Auswahl)
- 2009: Matthias Wittekindt: Die Frau im Netz (Gerd) – Regie: Wolfgang Rindfleisch (Kriminalhörspiel – DLR)
- 2012: Holger Teschke: Eulenspiegel, der Seeräuber – Regie: Wolfgang Rindfleisch (Kinderhörspiel – DKultur)
- 2013: Mathieu Beurton: Drei Menschen und das Salz im Meer – Regie: Marguerite Gateau (Hörspiel – DKultur/SR)
- Ariel 15 oder Die Grundlagen der Verlorenheit von Helene Hegemann (Produktion: Deutschlandfunk)
- Atme mich, Liebster von Christian Schiller und Marianne Wendt (Produktion: SWR 2)
- Aus den Fugen von Tilla Lingenberg (Produktion: RBB)
- Aussetzer von Lutz Hübner (Produktion: MDR)
- Der letzte Schritt von Christoph Prochnow (Produktion: Deutschlandradio)
- Fischer sin Fru von Werner Buhss (Produktion: Deutschlandradio)
- Le pouvoir de dire oui von David Hare (Produktion: Théâtre de la Ville und France Culture)
- Tom Sawyer & Huckleberry Finn von Mark Twain (Produktion: Deutschlandradio)

## Auszeichnungen (Auswahl)
- 2003: Künstlerbegabtenstipendium der Konrad-Adenauer-Stiftung
- 2004: Künstlerbegabtenstipendium der Konrad-Adenauer-Stiftung
- 2007: Theater heute Nachwuchsschauspieler des Jahres für Die Orestie
- 2007: Bester Nachwuchsschauspieler beim Mess Theater Festival Sarajewo für Die Orestie
- 2008: Nominierung Undine Award für beste männliche Hauptrolle für Werther
- 2009: Nominierung Förderpreis Deutscher Film für darstellerische Leistung für Armee der Stille